# BMW R1200 GS
La BMW R1200 GS  e la BMW R1200 GS Adventure sono motociclette prodotte dalla BMW a partire dal 2004 sino al 2019 quando è stata sostituita dalla BMW R1250 GS.
Il modello R1200 GS è una evoluzione della R1150 GS e nel 2013 ne è stata presentata la più recente versione.

## Tecnica
La "GS" (abbreviazione di Gelände Strasse, ovvero Fuoristrada/Strada) 1200 rappresenta l'ideale evoluzione del modello precedente dal quale si differenzia, oltre per l'accresciuta cubatura (da 1.130 a 1.170 cm³) e una sostanziale riduzione di peso (dichiarato in 203 kg a secco) per numerose migliorie tecniche tra le quali spiccano le parti in magnesio e il contralbero di equilibratura. Numerose le modifiche al motore che portano la potenza oltre i 100 CV. Riviste anche le geometrie delle sospensioni Paralever e Telelever i cui componenti sono in una nuova lega di alluminio più leggero.
Nel 2013 venne introdotto un sistema di raffreddamento misto (aria/liquido).

## Estetica
Rispetto al vecchio modello le sovrastrutture sono state rese più spigolose e il posteriore appare più leggero in virtù del telaio in vista. Il frontale ripropone il doppio faro asimmetrico e l'ampio cupolino trasparente regolabile in altezza.

## Varianti
Nell'ottobre del 2005 viene presentata la versione Adventure della R1200 GS che sostituisce la R1150 GS Adventure. Questa moto riprende diverse caratteristiche della sorella R1200 GS aggiungendone altre per adattarla ai lunghi viaggi e al fuoristrada più impegnativo. Sono infatti presenti accorgimenti quali: un serbatoio a capienza maggiorata di 33 litri, ruote a raggi di serie, ammortizzatori più alti e robusti nonché alternatore potenziato da 720 watt. La versione Adventure ha un motore 2 cilindri di 1.170 cm³) che eroga 105 CV a 7500 giri. Il motore raffreddato ad aria produce una coppia di 105 Nm a 5750 giri; il cambio ha 6 marce il peso si aggira intorno ai 223 kg a secco, 20 in più della versione base.
Viene fornita come caratteristica opzionale anche la prima marcia ridotta, utile ad affrontare con maggiore forza e agilità le salite più impegnative. Nel 2008 la R1200 GS Adventure viene prodotta in una seconda serie che presenta piccole modifiche rispetto alla prima edizione: potenza aumentata da 100 a 105 CV, blocco motore di colore nero e becco anteriore leggermente più corto. Nel novembre del 2009 vengono presentate le nuove versioni della R1200 GS sia standard che Adventure. Le modifiche non riguardano l'estetica che rimane del tutto invariata ma prevedono invece una sostanziale rivisitazione del motore che ora è a doppio albero a camme in testa (DOHC) e sviluppa una potenza di 110 CV e 120 Nm di coppia.

## Caratteristiche tecniche
| Caratteristiche tecniche - BMW R1200 GS del 2010 | Caratteristiche tecniche - BMW R1200 GS del 2010 | Caratteristiche tecniche - BMW R1200 GS del 2010 | Caratteristiche tecniche - BMW R1200 GS del 2010 | Caratteristiche tecniche - BMW R1200 GS del 2010 | Caratteristiche tecniche - BMW R1200 GS del 2010 |
| ------------------------------------------------ | --- | --- | --- | --- | --- |
|                                                  | | | | | |
| Dimensioni e pesi                                | | | | | |
| Ingombri (lungh.×largh.×alt.)                    | 2210 × 935 × 1450 mm | 2210 × 935 × 1450 mm | 2210 × 935 × 1450 mm | 2210 × 935 × 1450 mm | 2210 × 935 × 1450 mm |
| Altezze                                          | Sella: regolabile tra 850 e 870 mm | Sella: regolabile tra 850 e 870 mm | Sella: regolabile tra 850 e 870 mm | Sella: regolabile tra 850 e 870 mm | Sella: regolabile tra 850 e 870 mm |
| Interasse: 1507 mm                               | Interasse: 1507 mm | Massa a vuoto: 203, in ordine di marcia 229 kg | Massa a vuoto: 203, in ordine di marcia 229 kg | Serbatoio: 20 lt. | Serbatoio: 20 lt. |
| Meccanica                                        | | | | | |
| Tipo motore: Bicilindrico boxer a 4 tempi        | Tipo motore: Bicilindrico boxer a 4 tempi | Tipo motore: Bicilindrico boxer a 4 tempi | Tipo motore: Bicilindrico boxer a 4 tempi | Raffreddamento: aria/olio | Raffreddamento: aria/olio |
| Cilindrata                                       | 1.170 cm³ (Alesaggio 101 × Corsa 73 mm) | 1.170 cm³ (Alesaggio 101 × Corsa 73 mm) | 1.170 cm³ (Alesaggio 101 × Corsa 73 mm) | 1.170 cm³ (Alesaggio 101 × Corsa 73 mm) | 1.170 cm³ (Alesaggio 101 × Corsa 73 mm) |
| Distribuzione: Singolo albero a camme            | Distribuzione: Singolo albero a camme | Distribuzione: Singolo albero a camme | Alimentazione: iniezione elettronica | Alimentazione: iniezione elettronica | Alimentazione: iniezione elettronica |
| Potenza: 110 CV - 81,0 KW a 7.750 g/min          | Potenza: 110 CV - 81,0 KW a 7.750 g/min | Coppia: 120 N m a 6,000 giri/min | Coppia: 120 N m a 6,000 giri/min | Rapporto di compressione: 12.0 : 1 | Rapporto di compressione: 12.0 : 1 |
| Frizione: monodisco a secco                      | Frizione: monodisco a secco | Frizione: monodisco a secco | Cambio: sequenziale a 6 marce ad innesti frontali con dentatura elicoidale                                                                                             | Cambio: sequenziale a 6 marce ad innesti frontali con dentatura elicoidale                                                                                             | Cambio: sequenziale a 6 marce ad innesti frontali con dentatura elicoidale                                                                                             |
| Accensione                                       | elettronica, doppia candela | elettronica, doppia candela | elettronica, doppia candela | elettronica, doppia candela | elettronica, doppia candela |
| Trasmissione                                     | ad albero cardanico | ad albero cardanico | ad albero cardanico | ad albero cardanico | ad albero cardanico |
| Avviamento                                       | elettrico | elettrico | elettrico | elettrico | elettrico |
| Ciclistica                                       | | | | | |
| Telaio                                           | tubolare in acciaio in due parti – anteriore, posteriore e gruppo motore-cambio con funzione portante                                                                  | tubolare in acciaio in due parti – anteriore, posteriore e gruppo motore-cambio con funzione portante                                                                  | tubolare in acciaio in due parti – anteriore, posteriore e gruppo motore-cambio con funzione portante                                                                  | tubolare in acciaio in due parti – anteriore, posteriore e gruppo motore-cambio con funzione portante                                                                  | tubolare in acciaio in due parti – anteriore, posteriore e gruppo motore-cambio con funzione portante                                                                  |
| Sospensioni                                      | Anteriore: Telelever BMW-Motorrad; diametro degli steli 41 / Posteriore: forcellone oscillante monobraccio infusione di alluminio con Paralever BMW-Motorrad           | Anteriore: Telelever BMW-Motorrad; diametro degli steli 41 / Posteriore: forcellone oscillante monobraccio infusione di alluminio con Paralever BMW-Motorrad           | Anteriore: Telelever BMW-Motorrad; diametro degli steli 41 / Posteriore: forcellone oscillante monobraccio infusione di alluminio con Paralever BMW-Motorrad           | Anteriore: Telelever BMW-Motorrad; diametro degli steli 41 / Posteriore: forcellone oscillante monobraccio infusione di alluminio con Paralever BMW-Motorrad           | Anteriore: Telelever BMW-Motorrad; diametro degli steli 41 / Posteriore: forcellone oscillante monobraccio infusione di alluminio con Paralever BMW-Motorrad           |
| Freni                                            | Anteriore: a doppio disco flottante (Ø 305 mm), pinza fissa a 4 pistoncini, ABS optional / Posteriore: a disco singolo (Ø 265 mm), pinza flottante a doppio pistoncino | Anteriore: a doppio disco flottante (Ø 305 mm), pinza fissa a 4 pistoncini, ABS optional / Posteriore: a disco singolo (Ø 265 mm), pinza flottante a doppio pistoncino | Anteriore: a doppio disco flottante (Ø 305 mm), pinza fissa a 4 pistoncini, ABS optional / Posteriore: a disco singolo (Ø 265 mm), pinza flottante a doppio pistoncino | Anteriore: a doppio disco flottante (Ø 305 mm), pinza fissa a 4 pistoncini, ABS optional / Posteriore: a disco singolo (Ø 265 mm), pinza flottante a doppio pistoncino | Anteriore: a doppio disco flottante (Ø 305 mm), pinza fissa a 4 pistoncini, ABS optional / Posteriore: a disco singolo (Ø 265 mm), pinza flottante a doppio pistoncino |
| Pneumatici                                       | anteriore da 110/80 R 19; posteriore da 150/70 R 17 | anteriore da 110/80 R 19; posteriore da 150/70 R 17 | anteriore da 110/80 R 19; posteriore da 150/70 R 17 | anteriore da 110/80 R 19; posteriore da 150/70 R 17 | anteriore da 110/80 R 19; posteriore da 150/70 R 17 |
| Prestazioni dichiarate                           | | | | | |
| Velocità massima                                 | Oltre 200 km/h | Oltre 200 km/h | Oltre 200 km/h | Oltre 200 km/h | Oltre 200 km/h |
| Consumo                                          | 4.3 l x 100km a 90 km/h | 4.3 l x 100km a 90 km/h | 4.3 l x 100km a 90 km/h | 4.3 l x 100km a 90 km/h | 4.3 l x 100km a 90 km/h |
| Fonte dei dati: Scheda sul sito ufficiale        | | | | | |